# Procura-se um Príncipe
Procura-se um Príncipe foi um talent show produzido pela TV Globo e exibido de 16 de maio até 6 de junho de 2009 dentro do programa TV Xuxa. Teve como propósito escolher um jovem ator que interpretaria o protagonista do filme Xuxa em O Mistério de Feiurinha, uma adaptação do livro O Fantástico Mistério de Feiurinha, do autor Pedro Bandeira.

## Participantes
| Participante      | Resultado                          |
| ----------------- | ---------------------------------- |
| Bernardo Mesquita | Vencedor em 6 de junho de 2009     |
| Land Vieira       | 2º lugar em 6 de junho de 2009     |
| Duam Socci        | 5º eliminado em 6 de junho de 2009 |
| Vitor Thiré       | 4º eliminado em 30 de maio de 2009 |
| Patrick Braun     | 3º eliminado em 23 de maio de 2009 |
| Pedro di Pietro   | 2º eliminado em 23 de maio de 2009 |
| Daniel Blanco     | 1º eliminado em 16 de maio de 2009 |

## Eliminatórias

### Inscrição e seletivas
No início de 2009 Xuxa desenvolveu um concurso para a televisão no qual seria escolhido um jovem ator para protagonizar ao lado de sua filha, Sasha Meneghel, o filme Xuxa em O Mistério de Feiurinha, uma adaptação do livro O Fantástico Mistério de Feiurinha, do autor Pedro Bandeira. As inscrições foram realizadas em 28 de fevereiro e 30 de março, tendo como requisitos jovens atores de 13 à 16 anos, que deveriam enviar 2 fotos e uma gravação sem cortes ou edições de até 2 minutos mostrando um pouco de sua atuação. Ao todo foram recebidas 6 mil inscrições. A diretora Tizuka Yamasaki, as preparadoras de elenco Valéria Braga e Dani Ciminelli, o roteirista Claudio Lobato e o diretor Ernesto Piccolo foram escolhidos como jurados responsáveis por avaliar cada uma das fitas recebidas e selecionar os candidatos em cada etapa.

### Audições
Após a triagem realizada pelos jurados, 72 candidatos foram escolhidos para comparecerem na Central Globo de Produção, no Rio de Janeiro, para os testes presenciais. Para esta fase, os jovens receberam instruções dos jurados para melhorar seu desempenho e tinham que apresentar o mesmo texto. No primeiro teste seguiram 30 candidatos, no segundo foram escolhidos 15 e no terceiro chegou-se até os 6 finalistas. Os finalistas escolhidos foram: Bernardo Mesquita, Daniel Blanco, Duam Socci, Land Vieira, Patrick Braun, Pedro di Pietro e Vitor Thiré – bisneto da atriz Tônia Carrero.
Em 16 de maio começaram os testes ao vivo no palco do programa – apenas de avaliação, sem eliminatória –, tendo como jurados desta etapa os diretores Denise Saraceni, Dennis Carvalho e Jorge Fernando. Em 23 de maio candidatos passaram pelo segundo teste, contracenando com a atriz Cecília Dassi, no qual foram eliminados Pedro e, no mesmo dia, Patrick. Em 30 de maio os rapazes interpretaram uma cena de Malhação junto com André Marques, a qual Vitor deixou a competição. Esses três restantes tiveram aulas de esgrima, equitação e dança, requisitos para a gravação do filme.

### Final
A final seria em 13 de junho, porém foi antecipada em uma semana devido à transmissão dos jogos classificatórios da Liga Mundial de Vôlei. Em 6 de junho os três finalistas passaram pelo primeiro teste, interpretando uma cena de Negócio da China junto com Bruna Marquezine, na qual Duam foi eliminado.. Land e Bernardo realizaram o último teste encenando um trecho de A Favorita junto com Giulia Gam. O público escolheu pela votação via telefone Land, enquanto os jurados optaram por Bernardo, cabendo à plateia o desempate, no qual Bernardo foi o vencedor.